# Robert Peary
Robert Edwin Peary (Cresson, Pennsylvania, 1856. május 6. – Washington, 1920. február 20.) amerikai felfedező. Állítása szerint ő volt az első, aki elérte a földrajzi Északi-sarkot 1909. április 6-án. A 20. század folyamán kijelentését széles körben hitelesnek tekintették, jóllehet azt a maga idejében is kritizálták, és napjainkban többnyire kétségbe vonják.

## Pályafutása

### Fiatalkora
Robert Edwin Peary 1856. május 6-án született a pennsylvaniai Cressonban. A mérnöki diploma megszerzése után az amerikai haditengerészetnek kezdett dolgozni. Floridába küldték, hidakat építeni, majd a Nicaragua-csatorna építési munkálataira vezényelték. A trópusi környezet azonban nem tetszett neki, így szabadságra ment, és 1886-ban nekivágott a grönlandi hómezőnek, ahol 161 kilométert tett meg, többet, mint addig bárki.
A következő évben még egyszer Nicaraguába küldték, ekkor ismerte meg Matthew Hensont, aki később minden útjára elkísérte. Peary 1888-ban megnősült, felesége – Josephine Diebitsch – több expedícióra is elkísérte, mi több, első gyermeküknek, Marie-nek is a végtelen hómezőn adott életet.

### Első expedíciói
Peary 1891-től több expedícióján feltárta Grönland belső területeit, és megállapította, hogy az nem kontinens, hanem sziget. Grönland legészakibb részének – emlékére – a Peary-föld nevet adták. Kutatásai közben fedezte fel a ma ismert legnagyobb, kilenctonnás meteoritot, amelyet New Yorkban állítottak ki.
Tanulmányozta az őslakos inuitok túlélési módszereit, megtanulta az iglu építést, ő maga is az eszkimók által viselt prém ruhába öltözött. Kifejlesztette a kutyák vontatta ún. száncsónakot, mellyel expedíciói során utazott.

### Az 1905–1906-os expedíció
Georg Crocker adománya (50 000 dollár) révén Peary megépíttette a Roosevelt kutatóhajót, mellyel lehetővé vált jéggel fedett területek hajózása is.
1905-ben a kanadai Ellesmere szigetről indulva az északi szélesség 87° 06'-ig jutott el, amely új világcsúcsot jelentett. Innen azonnal visszafordultak a 86° 30'-ig. A sikertelenség okai a képzetlen személyzet, az élelmiszer készletek kimerülése és a folyamatosan romló jég- és időjárási viszonyok voltak.

### Az utolsó, 1908–1909-es expedíció

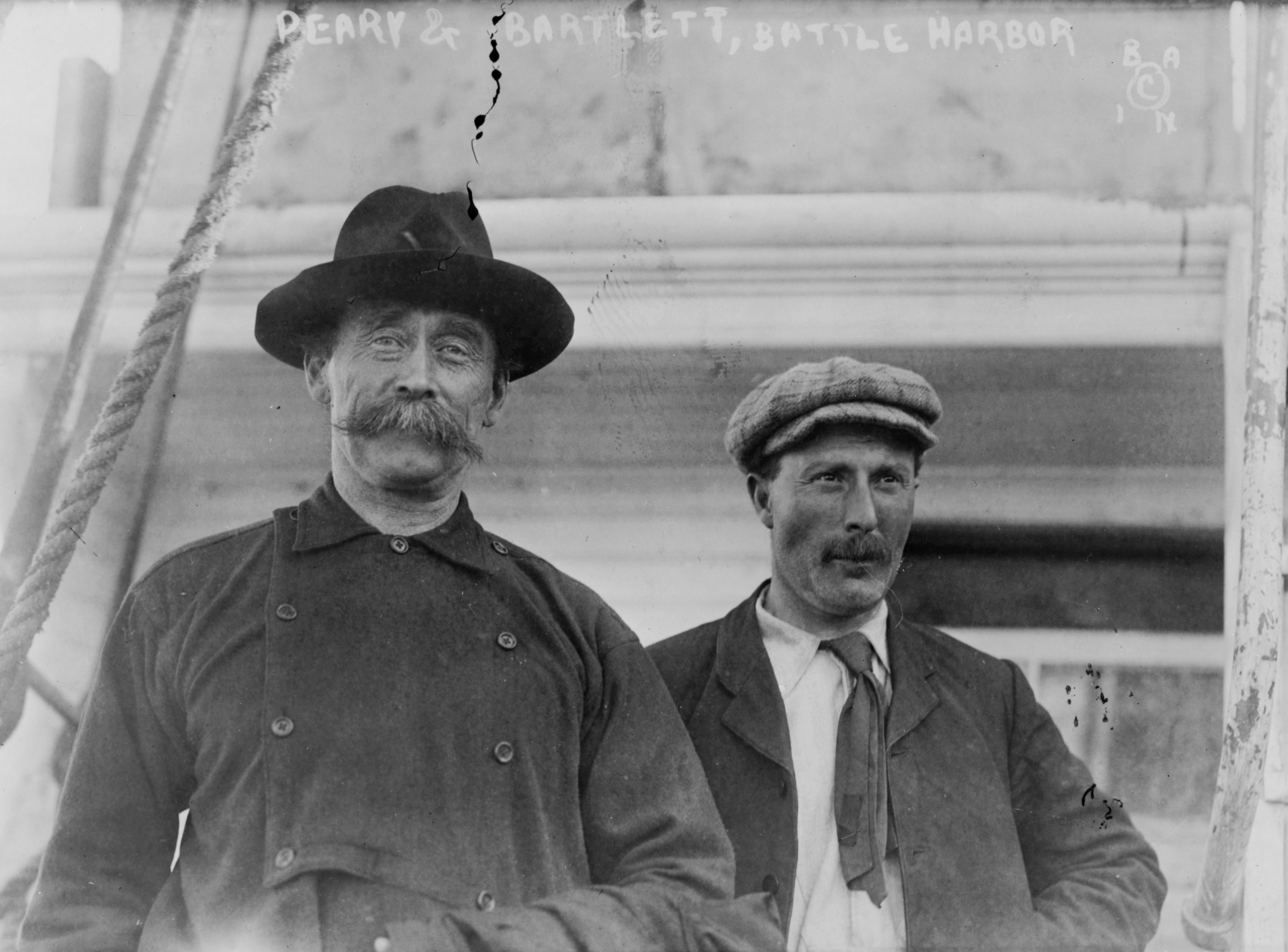
Robert Peary és Robert Bartlett a Roosevelt fedélzetén

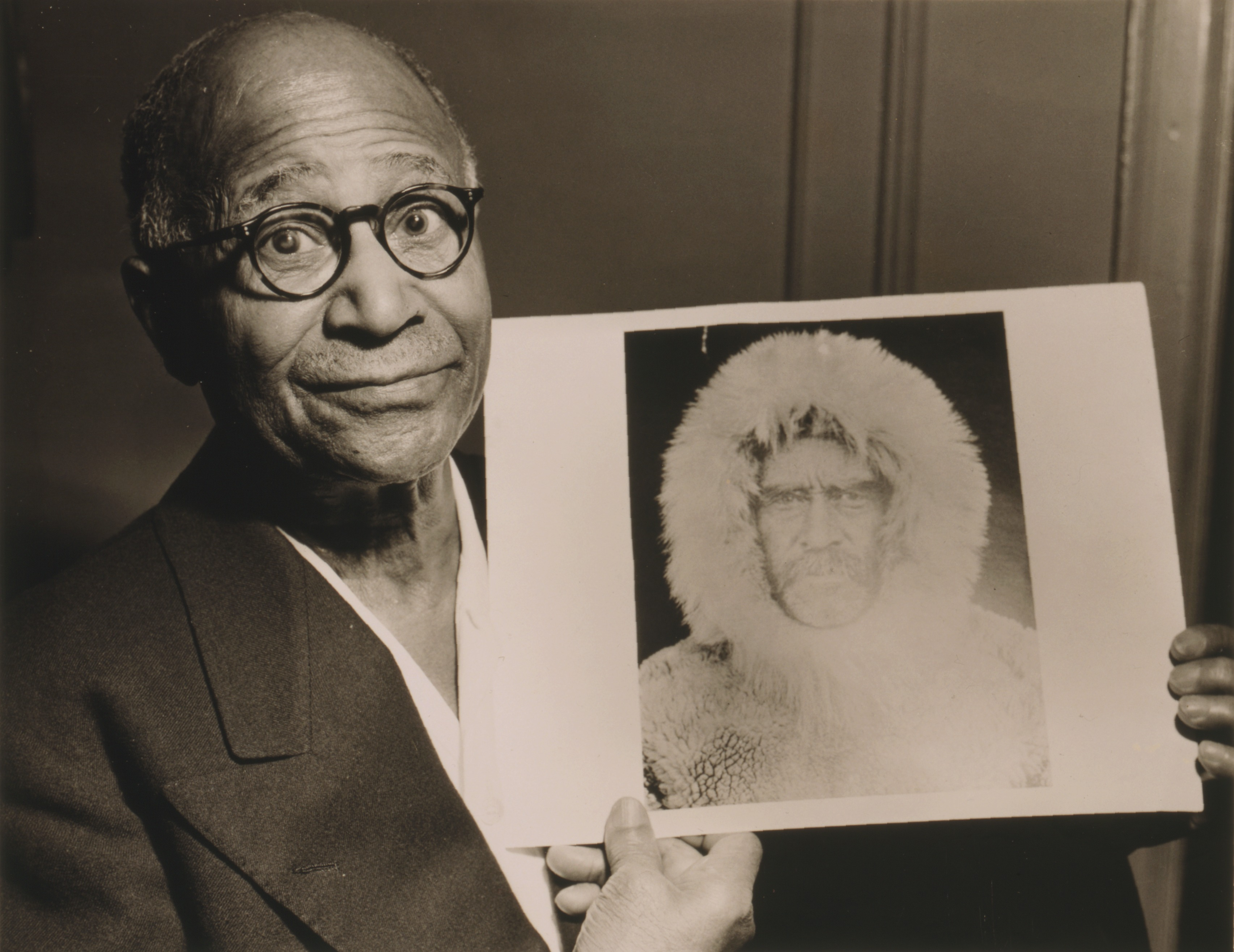
Matthew Henson, Peary állandó kísérője. Kezében az egyik expedíción Pearyről készült portré

Utolsó expedíciójára 1908. június 6-án indult New Yorkból Robert Bartlett kapitány vezetésével, szeptemberre elérte a jéghatárt. 1909 februárjában Peary, Henson, hét társuk, 17 eszkimó elindult az Északi-sark felé. 19 szánon mentek, melyet 133 kutya húzott. Társai meghatározott időközönként visszafordultak, mígnem az utolsó szakaszt csak Peary és Henson tette meg.
1909. április 6-án felállították a „Camp Jesup” táborhelyet, amely nagy valószínűséggel 8 km-en belül volt az Északi-sark közelében. Itt tűzték ki az Amerikai Egyesült Államok lobogóját, méréseket végeztek, majd harminc óra múlva visszaindultak.
A National Geographic Társaság szakemberei szerint a Peary által készített fényképeken látható árnyékok szerint nagy valószínűséggel állítható, hogy valóban 8 km-re volt az Északi-sarktól. Vannak akik ezt a kijelentést azzal támadják, hogy nem áll rendelkezésre az a fényképezőgép, mellyel a felvételek készültek.

### Elismerések
Pearyt számos tudományos társaság választotta tagjai sorába, sokféle kitüntetésben részesült, az USA-ban több hajót neveztek el róla. 1911-ben a kongresszus ellentengernagyi rangot szavazott meg neki, evvel is kifejezvén a nemzet köszönetét és tiszteletét felfedezései iránt. Megkapta több, mint tíz ország – köztük Magyarország – Földrajzi Társaságának „aranyérmét” is.
- Királyi Földrajzi Társaság különleges aranyérem
- National Geographic Társaság különleges aranyérem
- Philadelphia Földrajzi Társaság különleges aranyérem
- Skót Királyi Földrajzi Társaság különleges díj
- Belga Királyi Földrajzi Társaság aranyérem
- Birodalmi Német Földrajzi Társaság Nachtigall aranyérem
- Királyi Földrajzi Társaság aranyérem
- Királyi Olasz Földrajzi Társaság aranyérem
- Magyar Földrajzi Társaság aranyérem
- Amerikai Földrajzi Társaság Cullum Földrajzi érem (1896)
- Amerikai Földrajzi Társaság Charles P. Daly érem (1902)
- Chicago Földrajzi Társaság Helen Culver érem
- Holland Királyi Földrajzi Társaság tiszteletbeli tagja
- Manchester Földrajzi Társaság tiszteletbeli tagja
- New York-i Kereskedelmi Kamara tiszteletbeli tagja
- Pennsylvania Társaság tiszteletbeli tagja
- Bowdoin Főiskola tiszteletbeli doktora
- Edinburgh-i Egyetem tiszteletbeli doktora
- Osztrák császári Földrajzi Társaság

### Élete utolsó évei
Peary ezután a repülőgépekkel kezdett foglalkozni, s az elsők között szorgalmazta a haditengerészet légierejének kifejlesztését. 1917-ben vérszegénységet állapítottak meg nála. Emlékiratai megírása után 1920. február 20-án halt meg washingtoni otthonában. Haláláig fagyásos sérülések következtében nyolc lábujját veszítette el. Az Arlingtoni Nermzeti Temetőben helyezték örök nyugalomra.
1988. április 6-án sírja mellé temették az 1955. március 9-én elhunyt Matthew Henson hamvait is.

## Érvek Peary érdemeivel szemben
Az utóbbi időben – a nyolcvanas évektől – egyre inkább terjed az a vélemény, hogy Peary csak az Északi-sark közelében járhatott, attól valószínűleg még legalább harminc, de akár több száz kilométer távolságra, ám meghamisította a méréseket, hogy az Északi-sark felfedezőjeként szerepelhessen. Erre utal az is, hogy a sark eléréséről nincs bejegyzés Peary egyébként részletes naplójában sem.
Ezenkívül egy brit és egy amerikai szakértő, akik jártak az Északi-sarkon, egybehangzó véleménye, hogy a Peary által megadott mérési eredmények elfogadhatatlanok.
A kutatók szerint furcsa, hogy míg Peary expedíciója az első három hétben átlagosan napi 21 km-t tett meg, az utolsó szakaszon, amikor csak Hensonnal, majd egyedül haladt tovább, napi 42 km-t könyvelt el. Ilyen sebesség még a mai motoros szánokkal is képtelenség.
Védelmezői azt mondják: Peary a kor műszereivel valószínűleg nem is tudta hitelesen megállapítani helyzetét, s így nyugodtan gondolhatta azt, hogy az Északi-sarkon járt.

## Könyvei
- Northward over the Great Ice (1898)
- Snowland Folk (1904)
- Nearest the Pole (1907, németül: Dem Nordpol am nächsten)
- The North Pole (1910)
- Secrets of Polar Travel (1917)

## Fordítás
- Ez a szócikk részben vagy egészben  a   Robert Peary című angol Wikipédia-szócikk fordításán alapul.  Az eredeti cikk szerkesztőit annak laptörténete sorolja fel. Ez a jelzés csupán a megfogalmazás eredetét és a szerzői jogokat jelzi, nem szolgál a cikkben szereplő információk forrásmegjelöléseként.